# Leonid Arnoldowitsch Fedun

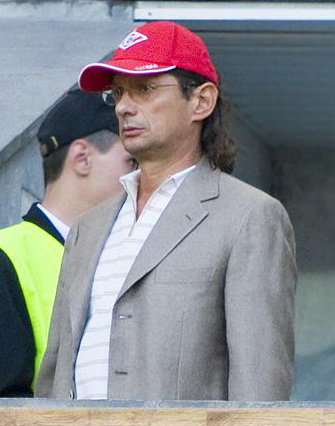
Leonid Fedun

Leonid Arnoldowitsch Fedun (russisch Леонид Арнольдович Федун; * 5. April 1955 in Kiew, Sowjetunion) ist seit 1994 Direktor und Vizepräsident der Strategischen Entwicklung des russischen Energieriesen Lukoil. Sein Vermögen wird auf 4 Mrd. $ beziffert.

## Leben
Fedun absolvierte 1977 die Höhere Militärkommandohochschule in Rostow am Don. 1984 schloss er das Postgraduiertenprogramm an der Felix Dschersinski-Militärakademie (heute Peter der Große Militärakademie für strategische Raketentruppen) in Moskau ab. Von 1984 bis 1992 unterrichtete er politische Ökonomie und Politikwissenschaft an der Militärpolitischen Lenin-Akademie.
Ende 1992 begann Fedun seine unternehmerische Karriere und gründete eine Beratungsfirma. Bereits ein Jahr zuvor beteiligte er sich an der Etablierung des Konzerns „Lukoil“. Seitdem ist er für dieses Unternehmen tätig und eng mit dem Mitbegründer Wagit Jussufowitsch Alekperow befreundet. Er gilt als dessen rechte Hand bei Lukoil als Vize-Vorstandsvorsitzender.
Fedun war von 2004 bis 2022 Präsident des russischen Fußballvereins Spartak Moskau.
Seit 2010 ist er Teil des Vorstandes der Russischen Union der Industriellen und Unternehmener sowie seit 2006 im Vorstand der Russischen Union der Industriellen und Unternehmer Ass of Employ.
Nach Angaben des US-amerikanischen Forbes Magazine gehört Fedun zu den reichsten Russen. Fedun ist verheiratet und hat zwei Kinder.